# Otto M. Zykan
Otto Josef Matthäus Zykan (* 29. April 1935 in Wien; † 25. Mai 2006 in Sachsendorf) war ein österreichischer Komponist, Sprachkünstler und Pianist.

## Leben
Otto M. Zykan erhielt bereits früh Klavierunterricht innerhalb der Familie, zunächst ab 1939 durch seinen Vater, den Komponisten Otto Zykan (1902–1989), ab 1940 bei seiner Großmutter väterlicherseits, welche Schülerin von Theodor Leschetizky war.
Während seines Klavierstudiums an der Wiener Musikhochschule bei Josef Dichler, Richard Hauser und Bruno Seidlhofer sowie dem Kompositionsstudium bei Karl Schiske zeichnete er sich früh durch seine musikalische und künstlerische Vielseitigkeit aus und war Schöpfer heterogener musikalischer Werke sowie dadaistisch geprägter Sprach- und Verskunst.
Als Komponist begann er mit dodekaphonischen Werken, so im frühen Klavierkonzert, das bei den Innsbrucker Jugendkulturwochen 1963 einen Preis erhielt. Sehr bald interessierte ihn nicht nur die Erfindung von Musik, sondern auch die metamusikalische Ebene: das Ritual der musikalischen Aufführung, die musikalische Struktur von sprachlichen Werken, das Theatralische von Musik, analog zum instrumentalen Theater von Mauricio Kagel, der Schaffensprozess des Komponierens, die Reflexion über musikalisches und literarisches Schaffen. Die Emanzipation von der reinen Zwölftonmusik und von deren Erfinder Arnold Schönberg äußerte sich auch in kritischer Auseinandersetzung mit diesem selbst: mit Schönbergs unglücklicher Äußerung, er habe der deutschen Musik die Vorherrschaft für die nächsten hundert Jahre gesichert, oder in der Kritik an einem unterwürfigen Brief Schönbergs an den Donaueschinger Fürsten Max Egon II. zu Fürstenberg, der 1921 als Mäzen an der Gründung der „Kammermusikaufführungen zur Förderung der zeitgenössischen Tonkunst“, heute Donaueschinger Musiktage teilhatte. Das Stück Die Staatsoperette (1977) führte zu einem handfesten Skandal, in der Folge sogar zu Kirchenbann und Debatten im Parlament. Der mit Franz Novotny produzierte Film wurde nie mehr ausgestrahlt. Die Erstaufführung als Bühnenstück erfolgte erst im August 2016 anlässlich der Bregenzer Festspiele.
Zykan widersetzte sich auch beharrlich der Vermarktung seiner Musik. Er legte zwar großen Wert auf minutiöse Dokumentation seiner Arbeit, suchte aber zu seinen Lebzeiten zu verhindern, dass Aufführungen ohne ihn und ohne seine Aufsicht stattfanden. Manchmal gingen auch die Unterlagen zu seinen Kompositionen nach der Uraufführung verloren oder wurden zerstört.
Früh berühmt geworden war der ehemalige Sängerknabe als Schönberg-Spezialist am Klavier. Zu seinen bekanntesten Kompositionen zählen die Oper oder Ode oder Opernode Singers Nähmaschine ist die beste (1966), von der es auch eine Filmfassung gibt, Kunst kommt von Gönnen (1980) oder seine Humanic-Werbung. In den letzten Jahrzehnten schuf er Werke mit Video-Performances für Festivals – Odysseus (1994) –, wie etwa zur Linzer Klangwolke, zu den Wiener Festwochen etc., Kammermusik sowie Bühnenmusik für das Burgtheater Wien, sowie zuletzt das im Dezember 2005 von Heinrich Schiff und den Wiener Philharmonikern unter Zubin Mehta uraufgeführte Konzert für Violoncello und Orchester mit dem Titel Beethovens Cello. 2003 komponierte er die Musik zu Nestroys Höllenangst für die Nestroy-Spiele Schwechat.
Zykan lebte bis zu seinem Tod als freischaffender Komponist in Wien. Wie seine Lebensgefährtin Irene Suchy bestätigte, starb er in der Nähe seines Hauses in Sachsendorf beim Radfahren. Er wurde auf dem Friedhof in Reinprechtspölla beerdigt.

## Auszeichnungen
- 1958: Internationaler Darmstädter Klavierwettbewerb für Neue Musik: Erster Preis (Kranichsteiner Musikpreis)[4]
- 1964: Förderungspreis der Stadt Wien[5]
- 1990: Preis der Stadt Wien für Musik[6]

## Werke (Auswahl)

### Ensemblemusik
- Suite – für zwei Blockflöten und Gitarre (1956/1957)[7]
- Sonate – für Violoncello und Klavier (1958)[7]
- O, Santa Caecilia und andere Pechvögel – für Flöte und Klavier (1965)[7]
- Miles Smiles – für Bass, Klarinette, Horn, Perkussion, Vibraphon und Violoncello (1970)[7]
- Koloriertes Klavierstück – für 6 Instrumente (1971)[7]
- Fünf Aphorismen nach Friedrich Achleitner – für Englischhorn, Perkussion, Vibraphon, Klavier und Kontrabass (1971)[7]
- Verborgene Erinnerungen – für Vibraphon, Klavier und Violoncello (1973)[7]
- Nachtstück für ein Schiff – für Klavier und Violoncello (1975)[7]
- Satz für Streichquartett – aus der „Symphonie aus der heilen Welt“ (1977)[7]
- Drei Streichquartette – für Violine, Viola, Violoncello und einen Sprecher (1984)[7]
- Trio – für Violine, Violoncello und Klavier (1986)[7]

### Solomusik
- Zwei Klavierstücke (1956/1957)
- Stücke für Eva-Maria – für Klavier (1956/1957)
- Variationen über ein französisches Volkslied – für Klavier (1956/1957)
- Variationen über ein eigenes Thema – für Klavier (1956/1957)
- Präludium und Fuge – für Klavier (1956/1957)
- Kleine Suite – für Gitarre (1958)
- Zwei ähnliche Stücke – für Flöte (1966)

### Filmmusik
- Gold – Zeichentrickfilmmusik (1959)[7]
- Schach dem Herztod (1971)[7]
- Die Wiener Schule – Film (1971)[7]
- Passionsmusik – zum TV-Porträt über Gerhard Schmidinger und den Boxer Hans Orsolics (1973)[7]
- Lehrstück am Beispiel Schönberg – Konzert mit Film (1974)[7]
- Hausmusik – Gegenstände tönen, wenn man sie anrührt. TV-Film (1974)[7]
- Porträtfilm Dieter Kaufmann (1975)[7]
- Staatsoperette – TV-Film gemeinsam mit Franz Novotny und H. Preiner (1976/1977)[7]
- Exit … Nur keine Panik  – Musik zum gleichnamigen Film von Franz Novotny (1980)[7]
- Strudlhofstiege – Musik zur Verfilmung des gleichnamigen Romans von Heimito von Doderer (1988)[7]
- Mesmer – Filmmusik zur Hollywoodproduktion (1994)[7]